# The Shape of Things to Come (Lost)
 For alternative betydninger, se The Shape of Things to Come. (Se også artikler, som begynder med The Shape of Things to Come)
"The Shape of Things to Come" er niende afsnit af fjerde sæson af den amerikanske tv-serie Lost, og hele seriens 78. afsnit. Det blev sendt 24. april 2008 på American Broadcasting Company i USA og CTV i Canada. Manuskriptet er udformet af Drew Goddard og Brian K. Vaughan, mens Jack Bender har fungeret som instruktør. Som følge af forfatterstrejken i Hollywood blev der indarbejdet en pause på ca. en måned mellem "Meet Kevin Johnson" og "The Shape of Things to Come."
Den 4. november 2007 gik Writers Guild of America i strejke, hvor kun otte af de planlagte 16 afsnit af fjerde sæson var skrevet. Efter strejken revidere forfatterne hvad der skulle fortælles i fjerde sæson, og hvad der skulle udskydes til femte. Men producer/forfatter Damon Lindelof fortalte i et interview til E!, at man ville fortælle den komplette historie for sæson fire, og derfor gå fra højt tempo til superhøjt tempo. Producerne udtrykte ønske til ABC om at "Meet Kevin Johnson" hørte sammen med anden pulje af afsnit, men tv-stationen afviste, og i stedet blev "The Shape of Things to Come" premiere for den sidste halvdel af sæsonen, efter ca. en måneds pause.
Alexandra "Alex" Rousseau (Tania Raymonde) kidnappes af de tropper der er landsat fra fragtskibet Kahana, men formår at advare de overlevende ved barakkerne om angrebet. Benjamin Linus' (Michael Emerson) manglende viden om "reglerne" koster hans "datter" livet, og sammen med John Locke (Terry O'Quinn) og Hugo "Hurley" Reyes (Jorge Garcia) separeres han fra de andre overlevende og drager mod Jacobs hytte. I flashforwards ses Bens rekruttering af Sayid Jarrah (Naveen Andrews) og konfrontation af Charles Widmore (Alan Dale).

## Synopsis

### På øen
Umiddelbart efter drabet på Danielle Rousseau (Mira Furlan) og Karl (Blake Bashoff) tager landsatte militære enheder fra Kahana Alex som gidsel. På vej mod barakkerne blokeres deres videre færd af det supersoniske forsvarshegn der omgiver landsbyen, og Alex indtaster en kode i systemet der både deaktiverer hegnets funktion og sender en advarselskode til byens beboere. Over et spil Risk mellem Locke, Hurley og Sawyer ringer telefonen, og koden "14-J" modtages. De haster til Bens hus, hvor han øjeblikkeligt at have modtaget koden afbryder sit klaverspil og tager et våben fra instrumentets inderside. Sammen skynder de sig tilbage til Lockes hus, men velvidende at de har tiden imod dem forsøger Sawyer at nå Claire Littletons (Emilie de Ravin) hus inden angrebet indtræffer. Sawyer er ikke hurtig nok, og kan kun se til mens de fremmede dræber tre overlevende fra Flight 815 og springer Claires hus i luften. I husets ruiner finder Sawyer Claire, der først forveksler ham for Charlie Pace (Dominic Monaghan), men bringes i sikkerhed i Lockes hus, der er ved at blive barrikeret. De indtrængende sender Miles Straume (Ken Leung) ind i huset med en telefon, og skibets kaptajn truer Ben med at slå Alex ihjel. Ben – der under selvsikker opfattelse af noget han kalder "the rules" (reglerne) – siger at hun intet betyder for ham, hvorefter kaptajnen koldblodigt skyder hende. 
Ben løber ind i et hemmeligt rum, og kommer ud kort efter. Han får desuden tilkaldt "Monsteret", der under mørk himmel og stormvejr eliminerer de fremmede, og åbner muligheden for de sidste overlevende ved barakkerne kan flygte og finde Jacobs hytte. I junglen vælger Sawyer, Miles og Claire at gå tilbage mod stranden. Sawyer kommanderer Hurley til at gå med dem, noget der motiverer Locke til at tage Sawyer på skudhold, eftersom han og Ben har brug for Hurley til at finde Jacobs hytte. Hurley ender det gensidige skudhold ved at gå med Locke, samt give et løfte om at vende tilbage til stranden.
På stranden vasker liget af Kahanas doktor, Ray, op på sandet. Jack Shephard (Matthew Fox) – der er ramt af en sygdom – beder Daniel Faraday (Jeremy Davies) finde en måde at kommunikere med fragtskibet, i hvilket øjemed han transformerer satellittelefonen til at kunne sende og modtage morsekode. Efter svar fra skibet lyver Daniel og postulerer helikopterne vil komme om morgenen. Uventet for Daniel, kan Bernard Nadler (Sam Anderson) også forstå morsekode, og giver gruppen den korrekte besked: "Doktoren har det fint." Jack overfalder Daniel, der endegyldigt afslører de ikke er på øen for at redde dem, og at selve tiden er relativ og variabel når det handler om øen.

### Flashforward
Ben vågner op i Sahara med både tid- og stedmæssigt disorientering. To arabiske mandspersoner på heste nærmer sig, men dræbes i en hurtig manøvre af den ombejlede leder af The Others. Han viser sig at være i Tunesien i 2005, og tjekker ind på et hotel som Dean Moriarty. På tv ser han Sayids kone Nadia (Andrea Gabriel) er død, hvorefter Ben rejser til Tikrit i Irak. Der fortæller han Sayid at det er Charles Widmore der er skyld i Nadias død, og senere lokker de sammen en lejemorder i baghold. Det lykkedes Ben at rekruttere Sayid som sin lejemorder, hvorefter han selv rejser til London for at konfrontere Charles. Om natten bryder han ind i hotelsuiten hvor rigmanden opholder sig, og siger han har tænkt sig at slå Penelope Widmore (Sonya Walger) – Charles' datter – ihjel som hævn for Charles' indirekte mord på Alex. Charles siger Ben aldrig vil kunne finde Penny, til hvilket Ben modsvarer at Charles aldrig vil kunne finde øen.

## Produktion
"The Shape of Things to Come" blev skrevet sammen med "Something Nice Back Home" og "Cabin Fever" i februar og marts 2008. Optagelserne begyndte 10. marts og fortsatte indtil 25. marts, sammen med "Something Nice Back Home". Goddard har udtalt at skrivearbejdet på dette afsnit muligvis er hans personlige favorit af de ting han har lavet til serien, og tilføjer at han er glad for de afsnit han har fået til opgave at skrive indtil videre. Blake Bashoff har udtalt, at hvis Karls lig figurerer i afsnittet, bliver det ikke spillet af ham. Scenen hvor Ben konfronterer Charles Widmore blev filmet i London, fordi Alan Dale ikke havde tid til at flyve til Hawaii på grund af sin optræden i Spamalot. Jack Bender og Michael Emerson rejste derfor til London.
Emerson blev overrasket over mange af de nye ting Ben skulle gøre, blandt andet spille klaver, ridde på hest og snakke fremmede sprog.  En af de spørgsmål forfatterne oftest stilles er om de kender til hele historien, hvorfor de af og til lægger påskeæg og hentydninger ind som senere vil fungere som bevis på at de kender til det hele. På den parka Ben har i Tunesien står der som et sådant påskeæg/bevis "Halliwax." Den har desuden fået kodenavnet "Dharka".

## Modtagelse
Alan Sepinwall fra nj.com skriver blandt andet "... was overflowing with manna from post-strike heaven: lots of action, lots of intrigue, the odd answer or three, and Michael Emerson again demonstrating why Lindelof and Cuse essentially turned the show over to a guy who was only supposed to be around for two episodes." Han roser Emersons præstation og scenen med "Monsteret," men han føler forholdet mellem Alex og Danielle blev etableret uden grund, når de alligevel dør så hurtigt efter. Erin Martell fra TV Squad skriver i sin anmeldelse: "What a brilliant episode! At this point, I think all future Lost episodes should be either Ben-, Sayid-, or Desmond-centric. This episode had it all: tons of action, several big revelations, and more questions to ponder. Michael Emerson gave yet another award-worthy performance this week ...", men er skuffet over Ben var "dum nok" til at sende Alex ud i junglen. Don Williams fra Buddy TV skriver "This hour was so jam packed that I need to give my brain time to rest," og synes afsnittet var værd at vente fem uger på. Chris Carabott fra IGN giver 9,3 ud af 10 og begrunder herunder med "It's fascinating to watch the evolution of Ben over the course of the series," og mener desuden det er en af Emersons bedste afsnit. Han afslutter sin anmeldelse med: "Needless to say, Lost is back and we couldn't be happier. If this truly is "The Shape of Things to Come" then we are in for an exciting finish". Daniel fra Lost Diary nyder afsnittene, men føler ikke at hverken "The Shape of Things to Come" eller fjerde sæson som helhed har leveret de helt store afsløringer. Katherine Nichols fra starbulletin.com mener Emerson er en yderst talentfuld og charmerende skuespiller, og i sit interview fortæller Emerson at han har sendt afsnittet til The Academy of Television Arts and Sciences som sin nominering til en Emmy Award. Han sendte ansøgningen før afsnittet var filmet, fordi han følte manuskriptet var stærkt, og ikke mindst fordi det er hans karakters centriske afsnit i denne sæson, hvilket betyder han har meget "tid på skærmen". Patrick Kevin Day fra Los Angeles Times er blandt andet imponeret over hvordan forfatterne op til flere får den centriske figur til at fremstå som den vigtigste i serien, og kommenterer også: "What was most shocking about Ben’s reaction to Alex’s death wasn’t his retaliation with the smoke monster -– revealing his previously denied connection to the mysterious creature -– but his sorrow" Kristin Dos Santos fra E! føler ikke at en skurk nogensinde er gjort så menneskelig før, som Emerson formår det.

## Trivia
- Scenen mellem Charles og Ben er den første der er filmet uden for USA.
- Afsnittet deler titel med en roman af H.G. Wells. Bogen er skrevet som en historiebog fra fremtiden, og foregår blandt andet i Irak.
- Jack tager en pille han har "ordineret til sig selv," ligesom han forsøger at gøre når han kommer væk fra øen[22]. Kate siger "du ser forfærdelig ud," hvortil han smiler og svarer "Tak." Det samme sker også efter de er kommet væk fra øen[22].

## Fodnoter
1. ↑  McNary, Dave & Littleton, Cynthia, (2. november 2007) "Writers Call for Strike", Variety. Modtaget den 3. november 2007.
2. ↑  Lindelof, Damon & Cuse, Carlton, (5. november 2007) "Lost Writers: 'Like Putting Down a Harry Potter Book in the Middle'", Variety. Modtaget den 8. november 2007.
3. ↑  Levin, Gary, (11. februar 2008) "Television Production Goes from Stalled to High Gear", USA Today.  Modtaget den 22. marts 2008.
4. ↑  Dos Santos, Kristin, (13. februar 2008) "The Return of Mother, Life and, Oh Yeah, Lost", E!.  Modtaget den 22. marts 2008.
5. ↑  Albiniak, Paige, (24. februar 2008) "Ten Reasons Why Lost is Found", New York Post. Modtaget den 17. marts 2008.
6. ↑  Lachonis, Jon "DocArzt", (13. marts 2008) "Darlton Lost Interview Arkiveret 31. maj 2008 hos  Wayback Machine", UGO.  Modtaget den 22. marts 2008.
7. ↑  Gordon, Mike, (29. februar 2008) "Lost Going Back into Film Action Here on March 10", Honolulu Advertiser.  Modtaget den 22. marts 2008.
8. ↑  Garcia, Jorge, (25. marts 2008) "Hey Jorge!  A Question for You… Arkiveret 26. august 2021 hos  Wayback Machine", The Fuselage.  Modtaget den 26. marts 2008.
9. ↑  Dos Santos, Kristin, (21. marts 2008) "If Loathing Ben Is Wrong, I Don't Wanna Be Right", E!.  Retrieved on 21. marts 2008.
10. ↑  Godwin, Jennifer, (21. marts 2008) "Oh My God!  Those Bastards!  They Killed ****!", E!.  Retrieved on 21. marts 2008.
11. ↑  Lindelof, Damon & Cuse, Carlton, (25. april 2008) "Official Lost Podcast (Webside ikke længere tilgængelig)", ABC. Modtaget den 25. april 2008.
12. ↑  Jensen, Jeff, (10. april 2008) "Secrets From the Set! Arkiveret 14. april 2008 hos  Wayback Machine", Entertainment Weekly.  Modtaget den 26. april 2008.
13. ↑  Lindelof, Damon, (9. maj 2007) "Lost Finale Will Be Aired in 2010 Arkiveret 8. februar 2012 hos  Wayback Machine", Kuwait Times.  Modtaget den 26. april 2008.
14. ↑  Jensen, Jeff, (23. april 2008) "The Show is Back! Arkiveret 29. april 2008 hos  Wayback Machine", Entertainment Weekly.  Retrieved on 26. april 2008.
15. ↑  http://blog.nj.com/alltv/2008/04/lost_the_shape_of_things_to_co.html
16. 1 2  http://www.buddytv.com/articles/lost/lost-episode-49-the-shape-of-t-18863.aspx
17. ↑  http://tv.ign.com/articles/869/869403p2.html. Modtaget den 26. april 2008.
18. ↑  http://www.tmz.com/2008/04/25/lost-diary-the-shape-of-things-to-come. Modtaget den 27. april 2008
19. ↑  http://starbulletin.com/2008/04/22/features/story03.html. Modtaget den 27. april 2008
20. ↑  http://latimesblogs.latimes.com/showtracker/2008/04/lost-ben-linus.html. Modtaget den 27. april 2008.
21. ↑  Celebrity News, Celeb Gossip – E! Online UK
22. 1 2  Lost: 
"Through the Looking Glass: Part 1 & 2" (Sæson 3, afsnit 22). Manuskript af Damon Lindelof & Carlton Cuse.  Broadcasted første gang på American Broadcasting Company den TBA.